# John Kirby Allen
John Kirby Allen (1810 - 1838) juntamente com seu irmão mais velho Augustus Chapman Allen, fundou a cidade de Houston, no estado americano do Texas.